# Abu-Ishaq Muhàmmad al-Iskafí
Abu-Ishaq Muhàmmad ibn Àhmad al-Iskafí al-Kararití, més conegut simplement com a Abu-Ishaq Muhàmmad al-Iskafí fou un visir abbàssida. La seva nisba assenyala que era originari d'Iskaf a Iraq. És esmentat a partir del 932 quan tenia un càrrec menor a Bagdad. L'abril del 935 fou detingut junt amb el seu superior, el prefecte de policia, i condemnat a pagar una forta multa. El califa al-Muttaqí el va nomenar visir el juliol del 941, però abans d'un mes fou destituït per ordre del gran emir Kurankidj; caigut aquest i sota Ibn Ràïq, va retornar al càrrec, però fou detingut (setembre del 941); quan Nàssir-ad-Dawla va esdevenir gran emir, al-Iskafi va tornar a ser visir (juny del 942) però fou destituït al cap d'uns vuit mesos (març del 943) i condemnat a pagar una multa per les denúncies d'uns agents dels baridites de Bàssora. Més tard fou secretari de Sayf-ad-Dawla a Alep, retornant més tard a Bagdad on va morir el 968.